# Haverford (Pennsylvania)
Haverford is een stadje (gemeentevrij gebied) in de Amerikaanse staat Pennsylvania. Het ligt deels in Haverford Township in Delaware County en deels in Lower Merion Township in Montgomery County. Het ligt circa 16 km ten westen van Philadelphia, waarmee het verbonden is via de Paoli/Thorndale spoorlijn, de Norristown hogesnelheidslijn en de Philadelphia and Lancaster Turnpike (U.S. Route 30).
Haverford is bekend van zijn Haverford College (gesticht in 1833) en van de Merion Cricket Club (opgericht in 1865).

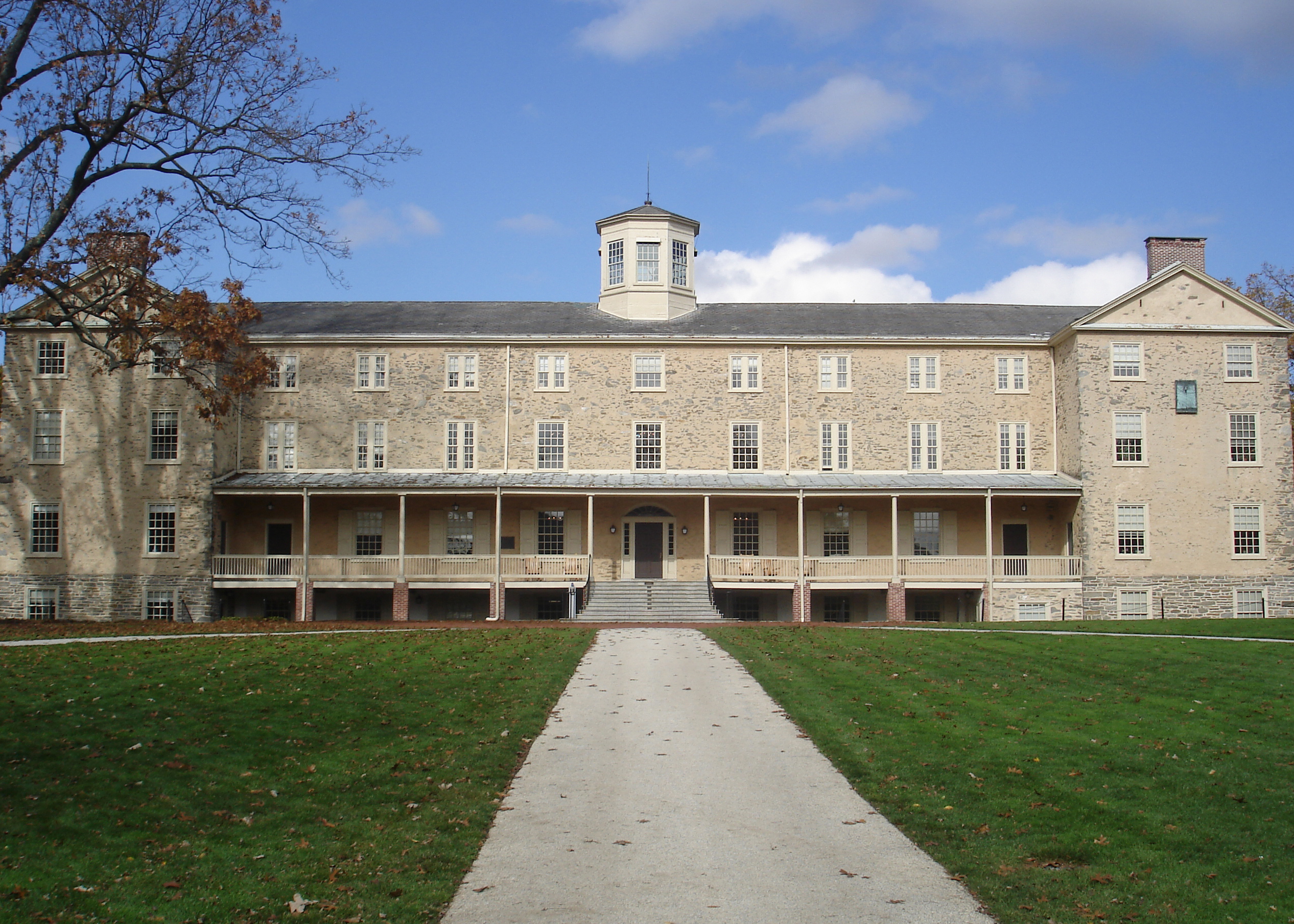
Hoofdgebouw van het Haverford College

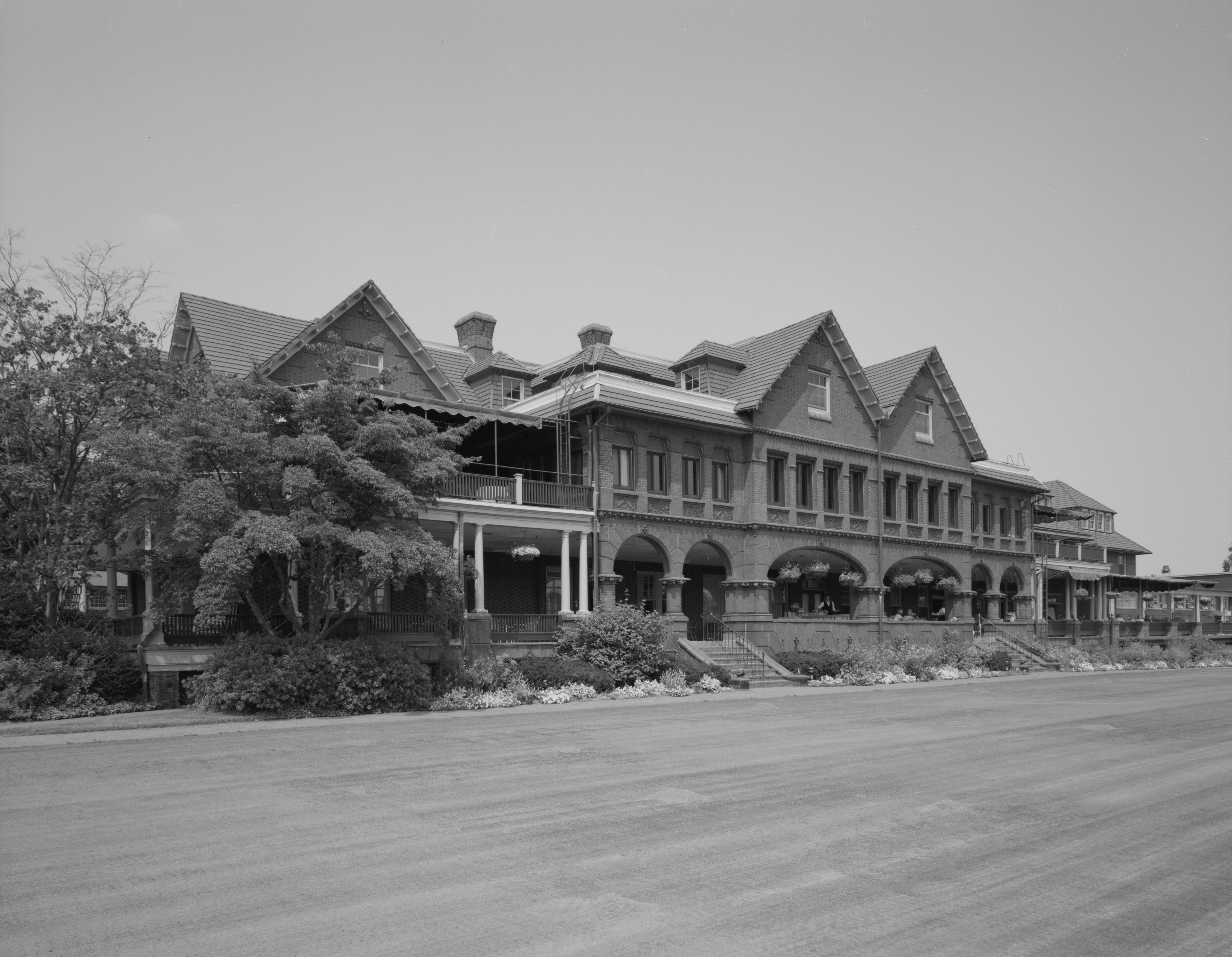
Hoofdgebouw van de Merion Cricket Club